# Ficus mutabilis
Ficus mutabilis är en mullbärsväxtart som beskrevs av Bur.. Ficus mutabilis ingår i släktet fikonsläktet, och familjen mullbärsväxter. Inga underarter finns listade i Catalogue of Life.